# قائمة الدول الأوروبية حسب الحد الأدنى للأجور
توفر القائمة التالية معلومات تتعلق بالحد الأدنى للأجور (الإجمالي) للبلدان الأوروبية .  
تستند الحسابات إلى افتراض 40 ساعة عمل في الأسبوع و 52 أسبوعًا في السنة، باستثناء فرنسا (35 ساعة) ،  سان مارينو (37.5 ساعة) ،  بلجيكا (38 ساعة) ،  المملكة المتحدة (38.1 ساعة) ، أيرلندا (39 ساعة) ، موناكو (39 ساعة) ،  وألمانيا (39.1 ساعة). يتم تحديد معظم معدلات الحد الادنى للأجور بمعدل شهري، ولكن هناك بلدان يتم فيها تحديد الحد الأدنى للأجور بمعدل ساعي أو بمعدل أسبوعي.

## الحد الأدنى للأجور حسب الدولة

### صافي الدخل
توضح الخرائط أدناه الدخل الشهري للبالغين ؛ بعض البلدان لديها معدل أقل لمن هم دون 25 سنة عمرياً .
| أرجواني   | فوق 1000 يورو             |
| أزرق فاتح | من 500 يورو إلى 1000 يورو |
| الأصفر    | من 250 يورو إلى 499 يورو  |
| أحمر      | أقل من 250 يورو           |

البلدان الموضحة على الخريطة باللون الأحمر الداكن ليس لديها حد أدنى للأجور. 

### الدخل الإجمالي
توضح الخرائط أدناه الدخل الشهري للبالغين ؛ بعض البلدان لديها معدل أقل لمن هم دون 25 سنة.
| أرجواني   | فوق 1500 يورو             |
| أزرق فاتح | من 700 يورو إلى 1500 يورو |
| الأصفر    | من 400 يورو إلى 699 يورو  |
| أحمر      | أقل من 400 يورو           |

البلدان الموضحة على الخريطة باللون الأحمر الداكن ليس لديها حد أدنى للأجور. 

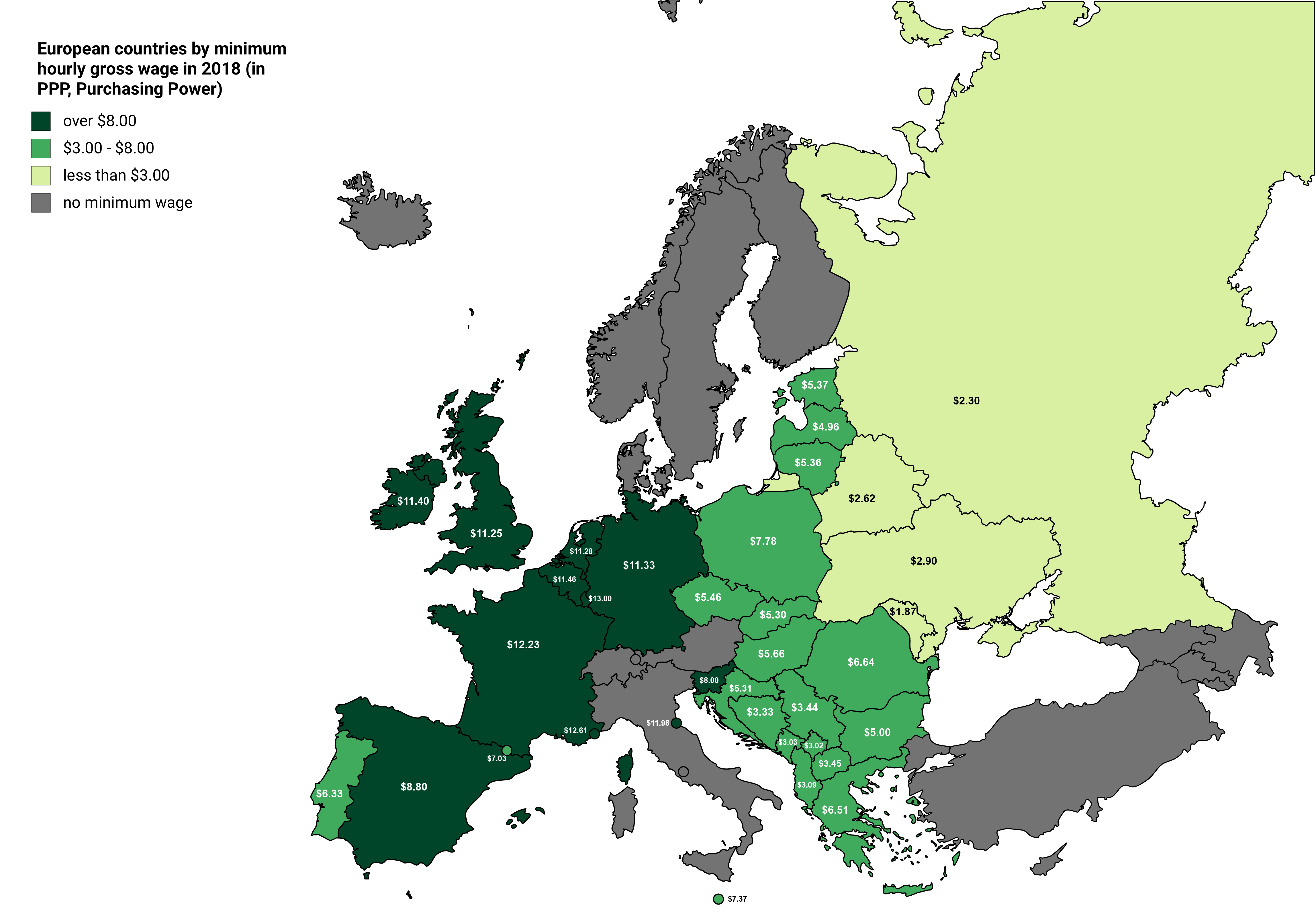
البلدان الأوروبية حسب الحد الأدنى للأجور الإجمالية للساعة في 2018 (تعادل القوة الشرائية ، القوة الشرائية)

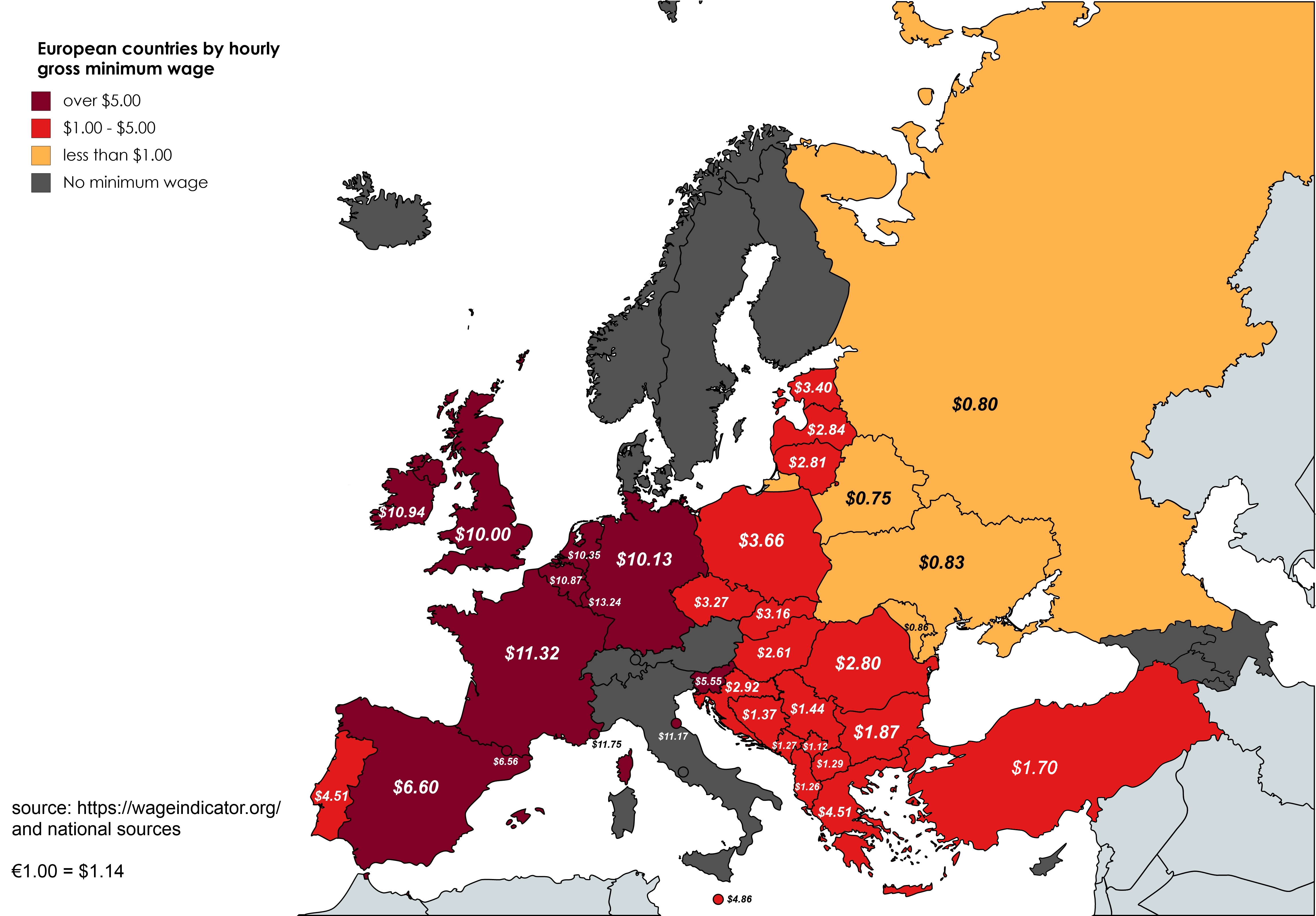
الدول الأوروبية حسب الحد الأدنى للأجور الإجمالية للساعة في 2018

يتم تحديد الفرق بين إجمالي الدخل ونسبة صافي الدخل من خلال النسبة المئوية لضرائب الدخل. على سبيل المثال، حتى لو كان لدى المواطن السلوفاكي حد أدنى من الدخل الإجمالي أعلى من التشيك، فإن الأول في الواقع سيحصل على أموال أقل من الثاني بسبب ارتفاع ضرائب الدخل.

## الحد الأدنى للأجور حسب الدولة

### الحد الأدنى للأجور حسب الدولة (أقاليم أخرى)
| بلد                | الحد الأدنى للأجور الشهرية ( يورو ) | الحد الأدنى للأجور الشهرية | المعدل بالساعة | سعر الساعة ( دولار أمريكي ) | سعر الصرف لليورو | سارية في      |
| ------------------ | ----------------------------------- | -------------------------- | -------------- | --------------------------- | ---------------- | ------------- |
| وصلة=\|حدود كوسوفو | 160                                 | 170.00 يورو                | 0.98 يورو      | 1.20                        | 1                | 17 أغسطس 2011 |
| وصلة=\|حدود TRNC   | 454                                 | 522.00 يورو                | 1.56 يورو      | 1.79                        | 8                | 1 يناير 2019  |

## البلدان التي ليس لديها حد أدنى للأجور
في بعض البلدان تم استبداله بأنظمة أخرى توفر الحد الأدنى من الدخل.
انظر الحد الأدنى المضمون للدخل والدخل الأساسي .

## مقارنة بالولايات المتحدة
| بلد             | صافي الحد الأدنى للأجور الشهرية ( يورو ) | الحد الأدنى للأجور الشهرية ( يورو ) | الحد الأدنى للأجور الشهرية           | سعر الساعة ( دولار أمريكي ) | سعر الساعة ( يورو ) | سعر الصرف | سارية في      |
| --------------- | ---------------------------------------- | ----------------------------------- | ------------------------------------ | --------------------------- | ------------------- | --------- | ------------- |
| وصلة=\|حدود USA | 1000                                     | 1120                                | 1256 دولارًا (40 ساعة عمل في الأسبوع) | 7.25                        | 6.45                | 1.12      | 24 يوليو 2009 |